# Northrop Corporation

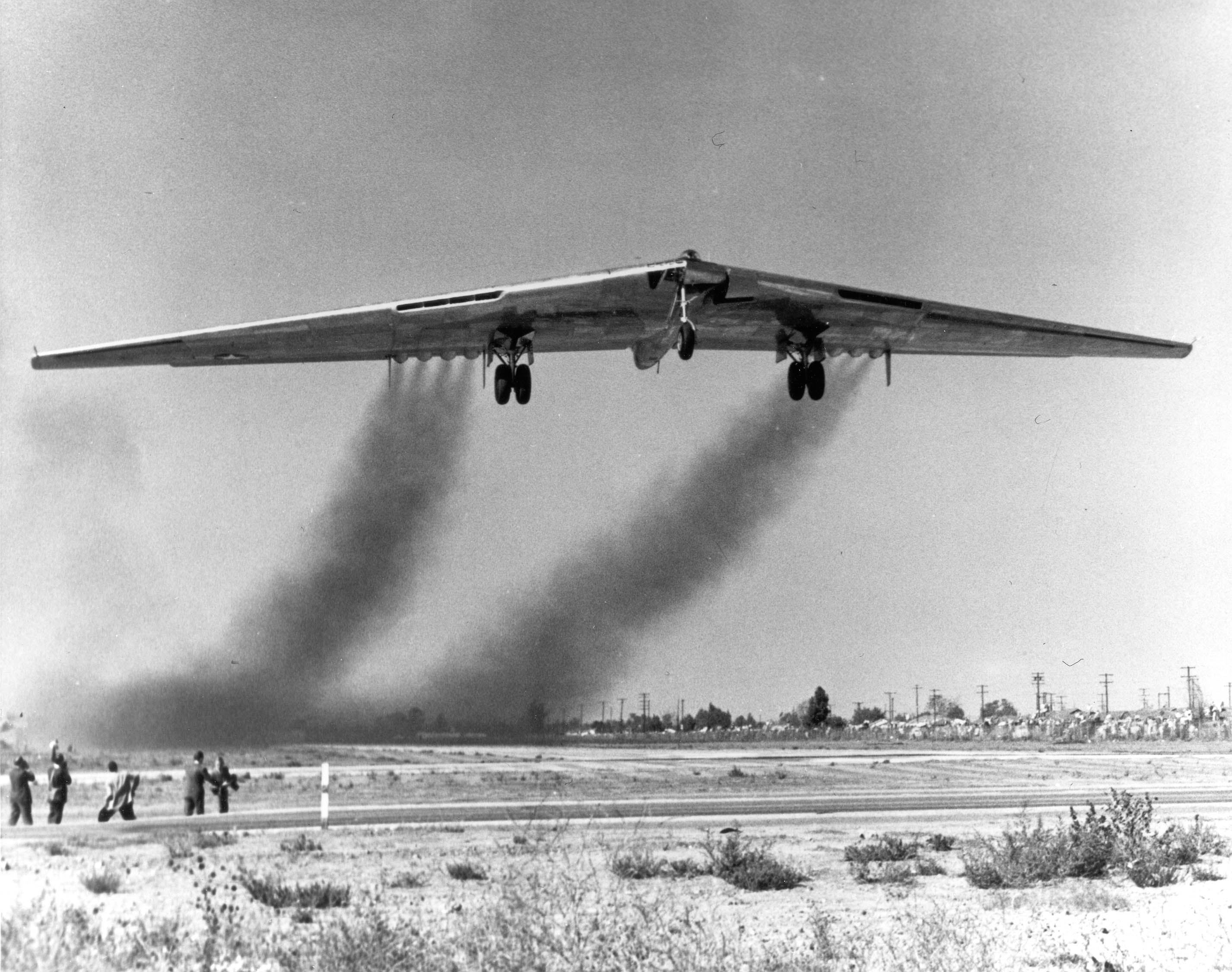
YB49-6 300

Northrop Corporation fue un fabricante de aeronaves de Estados Unidos de América.
Jack Northrop fundó tres empresas con su nombre. La primera constituida en Burbank, California en asociación con Ken Jay fue la Avion Corporation en 1928, la cual se convirtió en 1929 en una división de United Aircraft and Transport Corporation llamada Northrop Aircraft Corporation. 
La empresa madre trasladó sus operaciones a Kansas en 1931, por lo que John, junto con Donald Douglas (famoso por la Douglas Aircraft Company), creó Northrop Corporation en El Segundo, California, produciendo algunos diseños exitosos como los modelos Northrop Alpha , Northrop Gamma o Northrop Delta entre otros. Por dificultades laborales la empresa se disolvió en 1937 y la fábrica se convirtió en una sede de Douglas Aircraft.
Northrop aún creó otra compañía, la Northrop Corporation en 1939 que funcionó hasta 1994. En ese año la empresa se fusionó con Grumman Aircraft Engineering Corporation para crear Northrop Grumman.
La compañía experimentó con alas volantes en la década de los cuarenta, aunque varios diseños se probaron en vuelo como el Northrop YB-49 , sólo el bombardero furtivo B-2 Spirit entró en producción.

## Aeronaves fabricadas por Northrop Corporation
- Northrop A-9
- Northrop A-13
- Northrop A-16
- Northrop A-17
- Northrop A-33
- Northrop YB-35
- Northrop YB-49
- Northrop BQM-74 Chukar
- Northrop BQM-108
- Northrop BT
- Northrop B2T
- Northrop C-19 Alpha
- Northrop C-100 Gamma
- Northrop C-125 Raider
- Northrop F-5 Freedom Fighter
- Northrop RF-5 Tigereye
- Northrop F-15 Reporter
- Northrop F-17 Cobra
- Northrop F-20 Tigershark
- Northrop/McDonnell Douglas YF-23 Black Widow II
- Northrop F-61 Black Widow
- Northrop F-89 Scorpion
- Northrop FT
- Northrop F2T Black Widow
- Northrop JB-1 Bat
- Northrop XP-56 Black Bullet
- Northrop P-61 Black Widow
- Northrop P-79 Flying Ram
- Northrop XP-948
- Northrop RT
- Northrop T-38 Talon
- Northrop X-4 Bantam
- Northrop X-21
- Northrop 2
- Northrop 3A
- Northrop 5
- Northrop 8A
- Northrop Alpha
- Northrop Avion Experimental[2]
- Northrop Beta
- Northrop BXN
- Northrop Gamma
- Northrop Delta
- Northrop Flying Wing[3][4]
- Northrop HL-10
- Northrop M2-F1
- Northrop M2-F2
- Northrop M2-F3
- Northrop MX-324
- Northrop MX-334
- Northrop MX-543[2]
- Northrop N-1M
- Northrop N-2M
- Northrop N-3PB
- Northrop N-9M
- Northrop N-23 Pioneer
- Northrop N-156
- Northrop Nomad
- Northrop NV-105
- Northrop NV-144
- Northrop Tacit Blue
- Northrop Grumman B-2 Spirit
- Northrop Grumman E-8 Joint STARS
- Northrop-Grumman X-47 Pegasus
- Northrop Grumman Firebird